# Туристичка организација Чачка
| Туристичка организација Чачка |                                     |
|                               |                                     |
| Оснивач:                      | Град Чачак                          |
| Основана:                     | 1997.                               |
| Седиште:                      | Градско шеталиште бб · Чачак Србија |
| Директор:                     | Војин Јаковљевић                    |
| Веб презентација              | http://turizamcacak.org.rs/         |

Туристичка организација Чачка је једна од јавних установа Града Чачка. Основала је тадашња Скупштина општине Чачак, 26. децембра 1997. године. Основне делатности организације су унапређење и промоција туризма Чачка, подстицање изградње туристичке инфраструктуре, организовање и учешће у туристичким и другим манифестацијама и скуповима, као и друге активности које су непосредно везане за туризам.
Уредбом Владе Републике Србије, Туристичка организација Чачка је одређена за управљача заштићеног подручја-предела изузетних одлика Овчарско-кабларска клисура.
- Инфо центар Туристичке организације Чачка у Овчар Бањи
- Изложба Природњачког музеја „Природне вредности Овчарско-кабларске клисуре”

Туристичка организација посетиоцима пружа туристичке информације, организује туре разгледања града и његове околине, пловидбе катамаранима кроз заштићено подручје-предео изузетних одлика Овчарско-кабларска клисура, шетње градом у пратњи туристичких водича и сл.
У циљу што бољег презентовања туристичке понуде града Чачка и његове околине, организација своје активности усмерава на израду и штампање пропагандног материјала, проспеката, брошура, плаката, разгледница, снимање промотивних филмова и израду сувенира које дистрибуира у самом Чачку, али и на бројним домаћим и иностраним сајмовима, презентацијама и другим скуповима и догађајима.
Туристичка организација Чачка је организатор и суорганизатор бројних туристичких, културних и спортских манифестација, од којих су најпосећеније Купусијада у Мрчајевцима и Сабор фрулаша у Прислоници.